# Hôtel Tadoussac
L’hôtel Tadoussac est un hôtel canadien situé à Tadoussac, au Québec, dans la région de la Côte-Nord.

## Histoire
Tadoussac, dans la langue montagnaise, signifie mamelons, alors que le mot cri tatoushak, pluriel de totoush, signifie mamelles. Le fleuve Saint-Laurent, durant l'été, fut le lieu de rassemblement des tribus des premières nations du nord-est de l'Amérique, avant que les colonisateurs eurent décidé d'établir leur lieu de villégiature sur les rives.
Visité par Jacques Cartier, le 1er septembre 1535, Tadoussac fut le premier poste de traite de fourrures établi sur le territoire du Canada ainsi que le premier port océanique de la vallée du Saint-Laurent. Tadoussac conserve la plus ancienne église de bois qui existe en Amérique, communément appelée la Petite Chapelle ou « Chapelle des Indiens ». 
On y retrouve aussi une reconstitution du premier poste de traite des fourrures au Canada, construit par Pierre de Chauvin de Tonnetuit.
Autrefois, des milliers de voyageurs remontaient, chaque année, le fleuve Saint-Laurent jusqu'au fjord du Saguenay. En 1849, le bateau à vapeur Rowland Hill, assurait un service régulier de Québec au Saguenay, suivi en 1853 par le Saguenay plus luxueux. En 1861, le Magnet faisait alors deux voyages par semaine ; depuis ce temps les navires furent légion. Peu après 1850, l'affluence des touristes à Tadoussac déterminera l'établissement du village actuel. La compagnie Canada Steamship Lines, avec les bateaux qu'elle possédait, commença à effectuer des croisières dès 1855. Elle allait chercher les touristes américains descendus à Montréal pour les amener en croisière au « pays de Tadoussac ». Pendant 10 ans, soit jusqu'en 1865, elle assura l'industrie touristique dans les régions de Charlevoix et du Saguenay.
Le premier Hôtel Tadoussac fut construit en 1864 par la Compagnie de l'hôtel et des bains de mer de Tadoussac (Tadoussac and Sea Bathing Co.), propriété d'hommes d'affaires de Québec et de Montréal. Il comptait une large façade de douze fenêtres et trois étages. En 1879, il fut vendu pour 12 000,00 $. Sa première rénovation complète eut lieu en 1888. À l'automne 1941, étant jugé vétuste, l'hôtel fut démoli.
Il fut reconstruit en 1942 par William Hugh Coverdale, président de la compagnie Canada Steamship Lines qui y amenait des croisiéristes en provenance des Grands Lacs, y faisant une halte avant de se rendre à Chicoutimi. Inauguré le 27 juin de cette même année, l’hôtel possédait alors 137 chambres dont 47 doubles et 20 simples avec bain ; plus de 33 chambres doubles avaient une douche. Toutes les chambres avaient au moins l’eau courante, chaude ou froide. Un système de gicleurs était prévu contre les incendies,. 
L'hôtel était alors décoré et meublé en style campagnard et renfermait une importante collection de meubles et de tableaux canadiens anciens. Son ameublement était exclusivement composé de produits d’arts domestiques du Québec, tels que les draperies et couvertures tissées à la main dans les campagnes, catalognes et meubles en érable. Pendant cette même période, un parcours de golf de neuf trous est construit à proximité de l’hôtel.
En 1966, Canada Steamship Lines met fin aux croisières entre Montréal et la baie et ferme les portes de l'Hôtel Tadoussac. L'année suivante, quatre hommes d'affaires du Québec achètent le grand hôtel Tadoussac. En 1969, Adolphe Mongrain devient le seul propriétaire.
En 1984, la famille Dufour de l'Isle-aux-Coudres se porte acquéreur de l’Hôtel Tadoussac et entreprend la rénovation complète de l’établissement. En 2000, la famille Dufour cède les opérations de ses hôtels et de sa flotte maritime au Groupe Dufour. Cette même année, le Groupe Dufour investit 1 million de dollars pour la rénovation des 149 chambres de l'hôtel.
En mai 2005, l’Hôtel Tadoussac devient la propriété de Canadian Hotel Income Properties (CHIP) REIT. De 2009 à 2014, l’hôtel est administré par SilverBirch Hôtels & Centres de villégiature, la nouvelle structure administrative de CHIP, propriété de BCImC. Depuis 2014, l’établissement est la propriété de First Canadian Management Corporation.

## Galerie

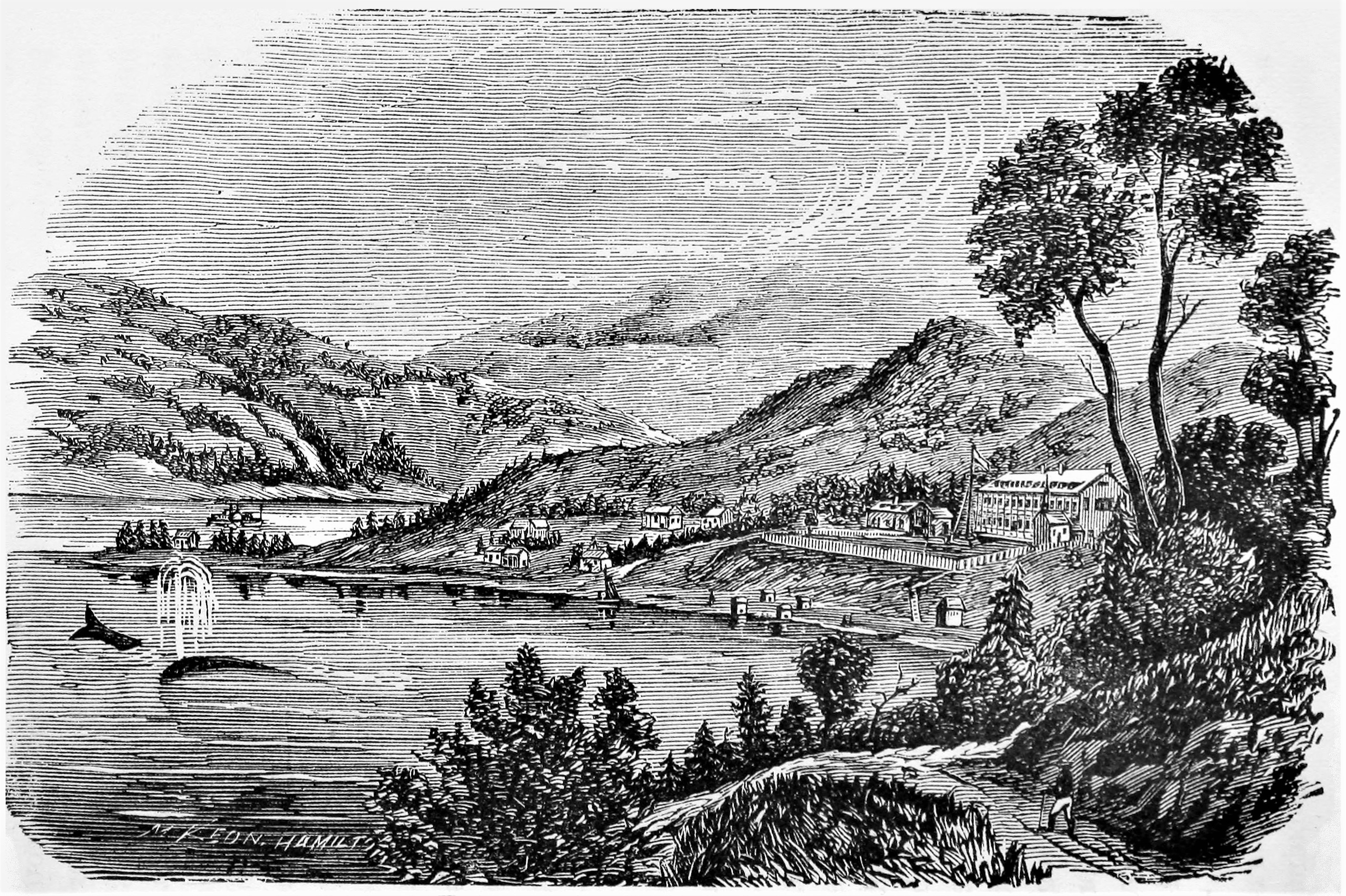
1868
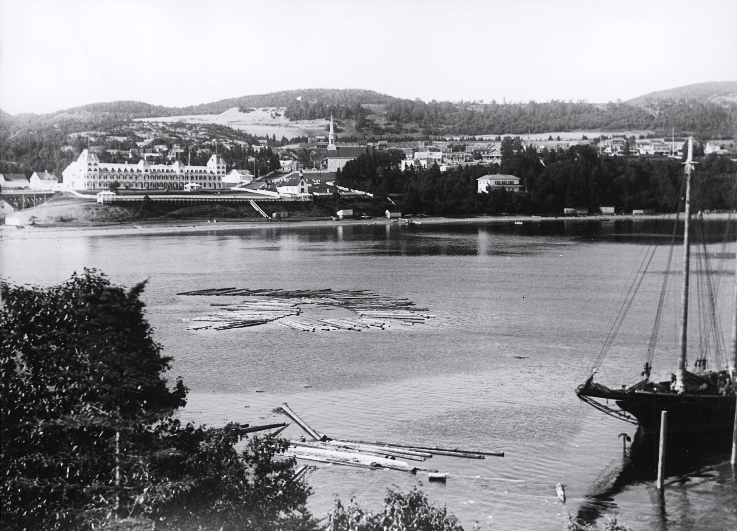
1912
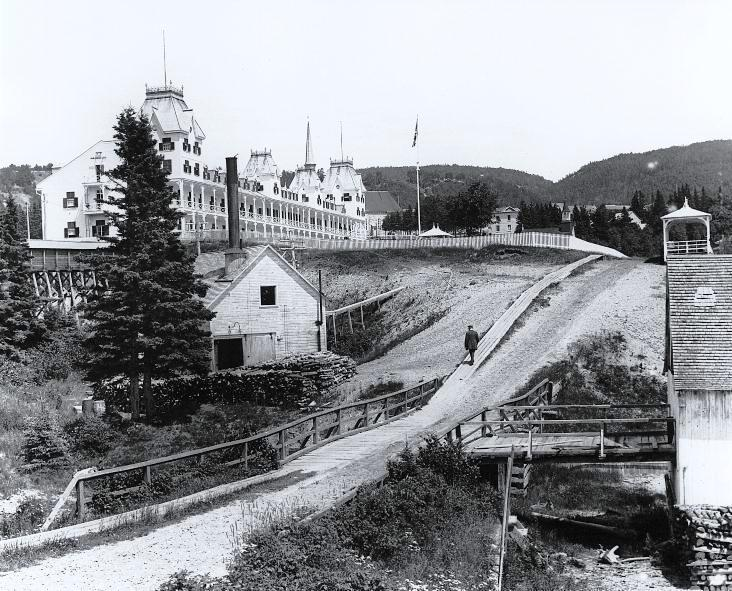
1915
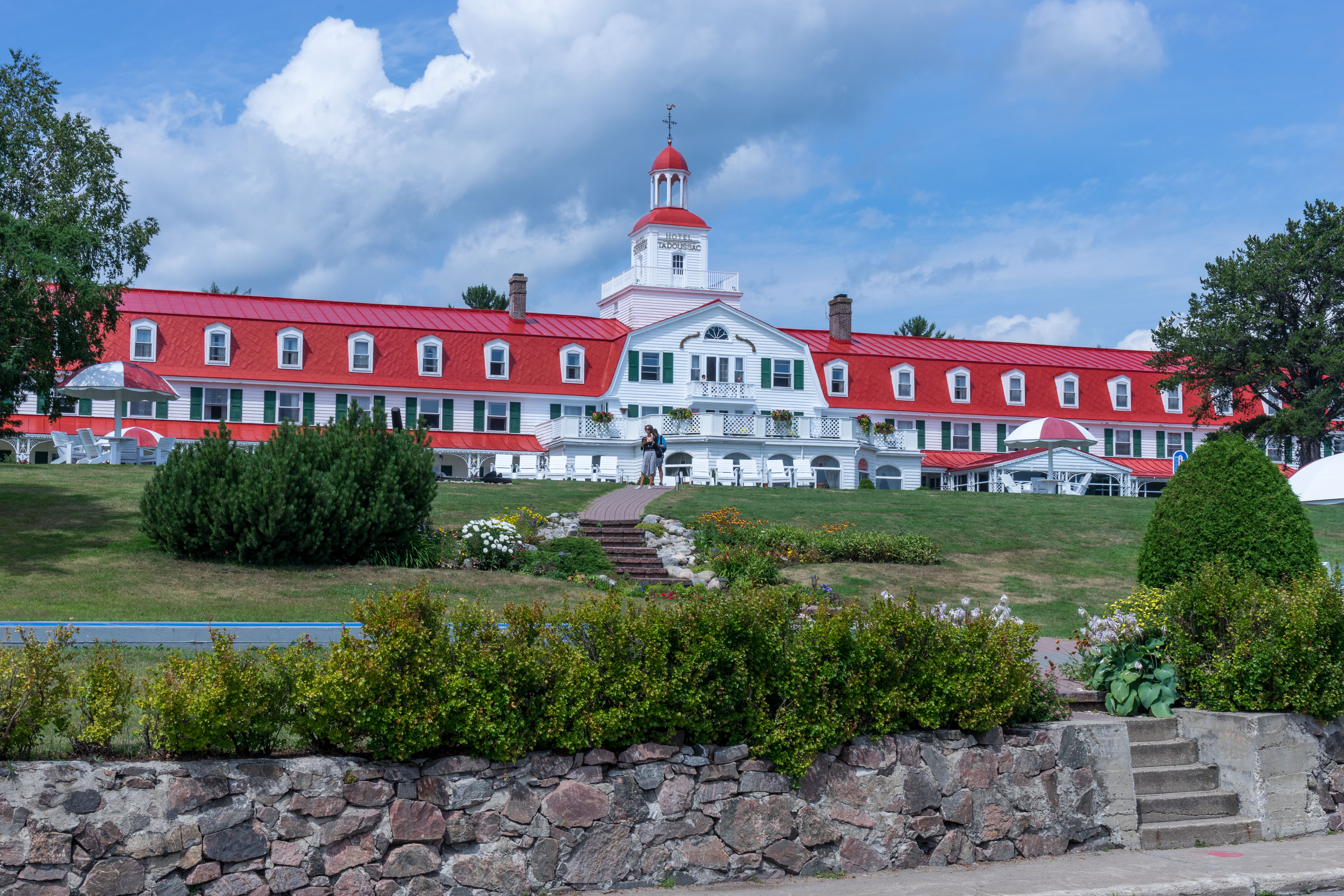
2018